# 卡布鲁博
卡布鲁博是巴西伯南布哥州的一个市镇。总面积1658平方公里，总人口28749人，人口密度17.3人/平方公里。